# Óscar Varona
Oscar Varona Varona, né le 22 juillet 1949, est un ancien joueur cubain de basket-ball. Il évolue durant sa carrière au poste d'ailier.

## Palmarès
- 3e des Jeux olympiques 1972
- 3e des Jeux panaméricains de 1971